# 斜古丹川
斜古丹川（日语：／）或奥特拉达河（俄语：Река Отрада）是色丹岛的河，长8公里，注入斜谷丹港（小库里尔湾），流域内生物种类丰富。

## 引用
1. ↑  С. Д. Шабалина. . 1966: 487 （俄语）.
2. ↑  А. П. Муранова. . 1970: 592 （俄语）.
3. ↑  . Verumwiki.   [2024-02-13]. （原始内容存档于2024-01-06） （俄语）.